# Канели (Терамо)
Канели (итал. Cannelli) је насеље у Италији у округу Терамо, региону Абруцо.
Према процени из 2011. у насељу је живело 863 становника. Насеље се налази на надморској висини од 391 м.